# Democracia Popular (Irlanda del Norte)
Democracia Popular (People's Democracy) fue un partido político de izquierdas vinculado con la defensa de los derechos civiles de la minoría católica en Irlanda del Norte, en el contexto del conflicto que tuvo lugar en dicha región en la segunda mitad del siglo XX. En la línea de su ideario izquierdista, afirmaba que los derechos que reclamaba para los católicos solo podrían lograrse mediante el establecimiento de una república socialista en Irlanda. Nacida a raíz de los disturbios acaecidos en Derry el 5 de octubre de 1968, con la represión de la marcha organizada por la Asociación por los derechos civiles de Irlanda del Norte (NICRA), la organización permaneció activa hasta 1996, cuando se disolvió para crear Democracia Socialista.

## Historia

### Los inicios
Democracia Popular fue fundada el 9 de octubre de 1968, en su mayoría por miembros de la Queen's University de Belfast después de que la Policía del Ulster atacara la marcha por los derechos civiles organizada en Derry por la NICRA. Los fundadores incluían estudiantes de la propia Universidad, como Bernadette Devlin y Cyril Toman, así como profesores de la misma, como Michael Farrell. La organización surgía de una mezcla de diversas organizaciones de estudiantes de izquierda y grupos laboristas, influidos por mayo de 1968. Democracia Popular exigió desde el primer momento reformas más radicales en el gobierno de Irlanda del Norte que la propia NICRA.
Después de organizar diversas marchas en Belfast, a imitación de la organizada en Estados Unidos por Martin Luther King entre Selma y Montgomery, unos cien miembros de Democracia Popular iniciaron una marcha entre Belfast y Derry, que duraría cuatro días a partir del 1 de enero de 1969. La marcha fue repetidamente atacada por los lealistas a lo largo de su ruta, incluyendo un incidente el 4 de enero en el puente de Burntollet, a cinco millas de Derry. Allí, los manifestantes fueron atacados por unos doscientos unionistas, entre ellos miembros de la Policía Especial del Ulster ("B Especiales") fuera de servicio, armados con barras de hierro, botellas y piedras, mientras la policía observaba sin intervenir, según denunciaron los propios manifestantes. El saldo del enfrentamiento y los subsiguientes disturbios fue de 163 heridos, 10 de ellos policías. Ello motivó que, por primera vez, los habitantes de los barrios católicos de Derry cerraran el acceso a los mismos a la policía, naciendo así lo que se conoció como Free Derry.

### Los setenta: el trotskismo y la Cuarta Internacional
Democracia Popular se radicalizó como consecuencia de dichos acontecimientos. En los años posteriores diversos miembros de la organización abandonaron la política o se convirtieron en activistas independientes de izquierda, entre ellos los propios Devlin y Farrell. El partido se presentó a las elecciones generales de Irlanda del Norte de 1969, sin obtener representación en el Parlamento de Stormont.
Durante el decenio de 1970, el partido evolucionó hacia posiciones trotskistas, influido por el Movimiento por una República Socialista con sede en Dublín. En 1971, se convirtió en miembro fundador de la Alianza Socialista del Trabajo, y en 1976 fue reconocida por la Cuarta Internacional reunificada como su sección irlandesa. A mediados de los setenta un grupo se había desgajado para formar el Grupo de Izquierda Revolucionaria.
Democracia Popular fue especialmente activa en relación con la cuestión del "internamiento" (retención sin juicio a los sospechosos de terrorismo) y los derechos de los presos republicanos. Consiguió, en 1981, dos concejales en el Ayuntamiento de Belfast, durante un período en el que el principal partido republicano, el Sinn Féin, boicoteba las elecciones. Desde allí ofreció un apoyo crítico al IRA Provisional en su acción terrorista contra los británicos.
Tras la formación en 1979 del Comité Nacional Bloque-H/Armagh para fomentar el apoyo a los presos republicanos (que en ese momento se encontraban en plena "protesta de las mantas"), y la posterior muerte de Bobby Sands y nueve presos más durante la huelga de hambre del Bloque-H, un número no despreciable de miembros de la organización, encabezados por Vincent Doherty (miembro de la Comisión Política y excandidato a las elecciones generales de partido) argumentó que la organización debería unirse el Sinn Féin, que se había trasladado a posiciones de izquierda a finales de los años 70 y principios de los 80.

### Crisis y disolución
Cuando el Sinn Féin puso fin a su boicot a las elecciones ganó el apoyo masivo de la comunidad nacionalista, entrando Democracia Popular en crisis, produciéndose desde 1982 sucesivos abandonos de miembros del partido para unirse al Sinn Féin, produciéndose incluso propuestas de disolución dentro de la organización, que fue progresivamente debilitándose hasta quedar reducida a un pequeño grupo de propaganda.
En la década de 1990 los miembros restantes de Democracia Popular crearon el Comiré Irlandés por un Programa Marxista (ICMP) , en un intento de reagrupar a los socialistas y republicanos de izquierda. Finalmente, en 1996 Democracia Popular se disolvió para reconstituirse como Democracia Socialista, adoptando el programa político propuesto por el ICMP.